# ハリネズミ防衛論
ハリネズミ防衛論とは、日本の安全保障のあり方を示すものとして1970年代（昭和50年代）頃の日本の防衛庁で使われていた用語。

## 概要
動物のハリネズミは、普段は人や動物に積極的に危害を与える存在ではないが、肉食獣などの外敵に襲われると身体を丸めて体表にある「針」を広げ、大きな音を出して外敵から自分の身を守るという性質がある。それになぞらえて、日本の防衛の在り方を語る際に、自己防衛にのみ武器を使い、他国を先制攻撃することは無いという理論としての位置付けで使用されていた。